# دبليو. هنري ماكسويل
دبليو. هنري ماكسويل (بالإنجليزية: W. Henry Maxwell)‏ هو سياسي أمريكي، ولد في 3 أبريل 1935 في ريدسفيل في الولايات المتحدة، وتوفي في 13 نوفمبر 2010 في ديترويت في الولايات المتحدة. حزبياً، نشط في الحزب الديمقراطي. وقد انتخب عضو مجلس ولاية فرجينيا.